# Хачатрян, Геворг Аветисович
Геворг Аветисович Хачатрян (12 февраля 1936 г., Ереван — 11 июня 1996 г., Лос-Анджелес), похоронен в Абовяне․
Ученый в области горного дела. Доктор технических наук (1986), профессор (1988), член-корреспондент АН Украины (1991). Является почетным членом Фрайбергской горной академии в Германии, а также почетным профессором горных университетов ряда стран. Один из двух докторов наук в области Горного Дела в истории советской и постсоветской Армении вместе с Ю. Агабаляном.
В 1958 году окончил Ереванский политехнический институт (ЕрПИ). С 1967 года работал в том же институте, а с 1976 по 1995 год был деканом горно-металлургического факультета Ереванского политехнического института.
Автор более 500 научных статей, монографий, руководств, учебников и десятков открытий. Работы связаны с изучением физико-механических и технологических свойств горных пород, научным обоснованием норм труда в горнодобывающей промышленности и геологоразведочном деле. Является автором «Русско-армянского толкового словаря горных терминов» (1985).